# NGCC W.E. Ricker
Le NGCC W.E. Ricker est un navire océanographique de la Garde côtière canadienne. Le navire avait été construit à l'origine en tant que chalutier de pêche commerciale Callistratus, mais avait été acheté par le gouvernement du Canada en 1984 et converti en un navire de recherche sur les pêches, renommé W.E. Ricker. Le navire est entré en service au sein du ministère des Pêches et Océans Canada en 1986 et a été transféré à la Garde côtière canadienne en 1995 après la fusion des deux flottes. Le navire a été affecté à la côte ouest du Canada  et a été désarmé le 14 mars 2017.

## Histoire
John P. Tully a été construit par le chantier naval japonais Narasaki Senpakukogyo Limited (en) à Muroran. Le navire a été achevé en décembre 1978 sous le nom de Callistratus. Le navire fut utilisé comme chalutier usine par la coopérative des pêcheurs de Prince Rupert participant aux pêcheries émergentes du Pacifique Nord (merlu , flétan et sébaste du Pacifique Nord) résultant de l’extension de la zone économique exclusive du Canada à 200 milles marins (370 km) au large. Le gouvernement du Canada l’a acheté en 1984 pour le convertir en un navire de recherche sur les pêches dans les eaux du Pacifique. Le navire est entré en service au ministère des Pêches et des Océans en 1986, sous le nom de W.E Ricker, pour William Edwin Bill Ricker (en), ancien scientifique en chef du Conseil de recherche sur les pêcheries, qui a mis au point un modèle mathématique utilisé pour la dynamique des populations de poissons.
En 1995, afin de combiner les tâches, l'administration et la réalisation d'économies en navires et en fonds, les flottes de Pêches et Océans et de la Garde côtière canadienne ont été fusionnées sous le commandement de la Garde côtière canadienne. Le navire a continué d'être utilisé pour la recherche sur les pêches dans les eaux du Pacifique. En septembre 2009, le ministère des Pêches et des Océans a annoncé des appels d'offres pour le remplacement de plusieurs navires de recherche de la Garde côtière, dont W.E. Ricker. Le navire a été mis hors service le 14 mars 2017 en raison d'un manque de navigabilité et être mis en vente à la ferraille uniquement en raison du mauvais état du navire.

## Galerie

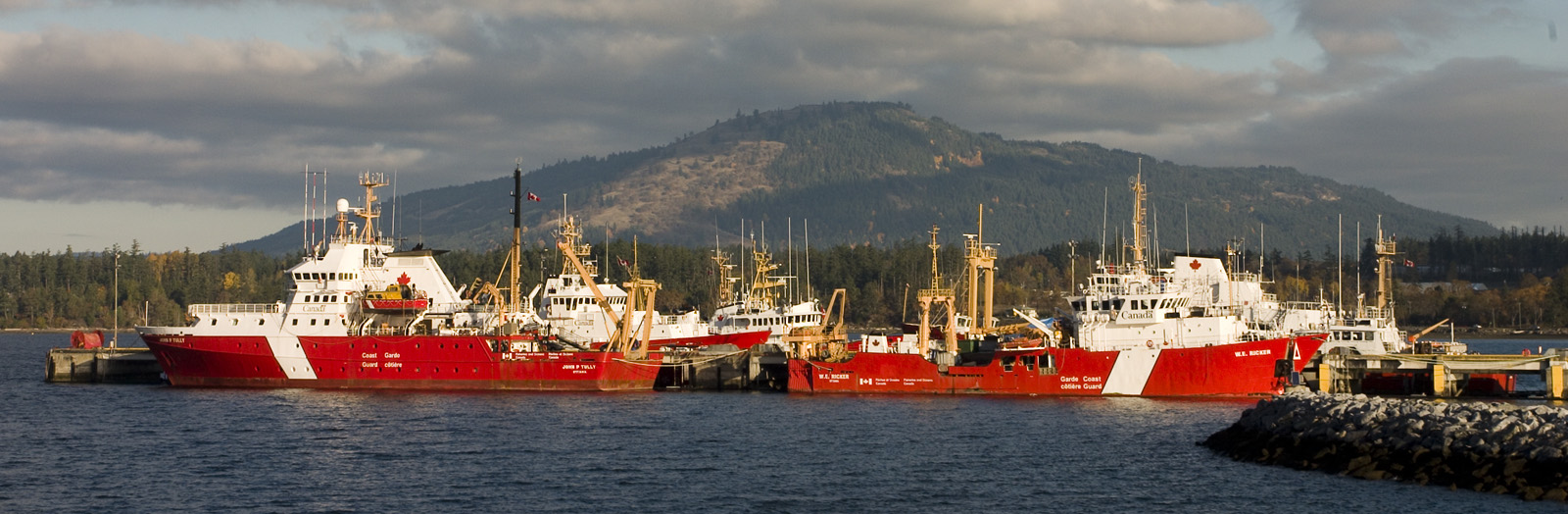
John P. Tully et W.E. Ricker

### Note et référence
- (en) Cet article est partiellement ou en totalité issu de l’article de Wikipédia en anglais intitulé « CCGS W.E. Ricker » (voir la liste des auteurs).